# ウインドミル (投球法)
ウインドミルは、ソフトボールの投手の投球法。投球腕の回る様が風車 (windmill) に似ていことからこの名前がついた。最も打者に対する効果が大きく、現在はほとんどの投手がこの投法で投球する。
代表的な投げ方は、まず投手板の上に両手でボールを持って両足で立ち、自由足を前に踏み出しながら投球腕を身体の前から頭の上、そして身体の後ろ側を通して体側へ、そして軸足が投手板を蹴る勢いで球をリリースする（この時腕を2回以上回したり、肘から手首の間が体側から離れるのは違反である）。球をリリースする時に投球腕の肘から手首の間の部分を腰骨から太ももの間に擦り当てることによって手首のひねりにスピードを加え、より強い力を球に与えることができる。また、この手首のひねり方によってライズボールやドロップなどの変化球を投げることも出来る。
このようにして投げられたボールは、トップクラスの投手が投げた場合、塁間の近さもあって打者にとっては野球の投球の
160Km/hに相当する体感速度になる。
なお、野球の投球においては、ウインドミルは投法としては用いられない。ウインドミルは腕を大きく振り回す投球動作の都合上、自由足を軸足の後ろに引く動作が必須となる事、（ウインドミルのモーションの性質上当たり前の事であるが）自由足を振り出す間に両腕を完全に静止したまま投げる事が不可能な事から、セットポジションでの投球が事実上不可能で、塁上に走者を置いた際に一般の投法と比較して非常に不利になるためである。自由足と軸足の位置関係や両腕の静止といった制約がないワインドアップポジションからであれば、公認野球規則上は「一度目の腕の振り出しで必ず投球しなければならない」といった規定は存在しないので、一応ウインドミルで投球する事自体は可能である。しかし、同規則のボークの規定上、一周目の腕を回す動作が牽制球の細目で禁止されている「本塁に対する偽投」とされる可能性が高く、球審の裁量次第でボークが宣告される危険性が大きいことから、投法としてウインドミルを用いる者はほとんどいない。